# André Delebecque
André Delebecque, né le 14 décembre 1861 à Paris et mort en 1947 à Genève, est un ingénieur des ponts et chaussées, naturaliste, hydrographe, glaciologue et le fondateur de la limnologie française.

## Biographie
André Delebecque est le petit fils du député Germain Delebecque, le fils d'Edouard Delebecque, ingénieur de l'école nationale supérieure des mines de Paris, et de Victoire Marie Sauvage. Il est l'ainé d'une fratrie composée de Germaine Delebecque (née en 1866) qui épousera Charles Girault l’architecte du Petit Palais à Paris, de Frédéric Delebecque (né en 1870) polytechnicien et colonel d’artillerie, de Jacques Delebecque (né en 1876), journaliste à l'Action française et de Edmée Delebecque (née en 1880) artiste peintre, poète et graveur.

### Formation
Il effectue ses études secondaires au lycée Condorcet où il obtient son baccalauréat des sciences et des lettres à l'âge de 17 ans. Il termine major de sa promotion à l'École Polytechnique en 1881 et obtient son diplôme d'ingénieur à l'École nationale des ponts et chaussées deux ans plus tard.

### Carrière
En 1887, il est nommé ingénieur des ponts et chaussées à Moûtiers, en Tarentaise, avant d’être muté la même année à Thonon-les-Bains sur les rives du Léman. Il y fonde un établissement de pisciculture, qui sera ultérieurement développé par son élève et successeur, M. Louis Kreitmann (1884-1939), garde général des Eaux et Forêts. Pour affiner ses connaissances sur les lacs, il reprend des études universitaires à Genève, en physique, chimie et géologie sous la houlette de Louis Duparc.
En 1892, il est chargé par le ministère des travaux publics, d'étudier la catastrophe de Saint-Gervais avec Joseph Vallot et Louis Duparc. La rupture d'une poche d'eau intra-glaciaire avait entrainé la mort de  175 personnes le 12 juillet 1892. À la suite des conclusions de l'étude décrivant la menace d'une nouvelle catastrophe qui plane sur la station thermale, André Delebecque est violemment attaqué par le biais de nombreux articles de presse et lettres anonymes. Affecté dans cette période, il se réfugie dans sa passion pour la spéléologie en participant à des explorations de son ami Édouard-Alfred Martel dans plusieurs régions karstiques en parallèle de son étude sur les lacs du territoire,. En 1912, il quitte le monde scientifique pour devenir helléniste et latiniste sur Paris. À l'âge de 75 ans, il revint dans la région lémanique et s'éteint à Genève en 1947.

## Apport à l'étude des lacs français
Surnommé le père de la limnologie française, André Delebecque, publie en 1898, son ouvrage de référence « Les lacs français » qui décrit leur géographie fondée sur les typologies et la cartographie. Cet ouvrage couronné par l’Académie des Sciences, comporte un grand nombre d’illustration, cartes hors-texte et descriptions dont des observations personnelles sur des centaines de lacs. 
Ses cartes bathymétriques d'une grande précision sont considérés comme « le flambeau de l'œuvre d'A. Delebecque, la raison d'être de son Atlas des lacs français (1892-1896), le cœur de son livre Les lacs français de 1898 ». Il réalise la première carte bathymétrique du Léman avec plus de 10 000 coups de sonde pour le côté français en collaboration avec Gosset et Hörnlimann pour la partie suisse.

## Inventions
Inventeur du treuil avec compte-tours et de préleveurs d'eau et de gaz sous pression.

## Distinctions
- Médaille d'honneur de topographe
- Prix Conrad Malte-Brun (Société de Géographie de France) en 1894[10]

## Publications

### Ouvrage
- André Delebecque, Les lacs français, Typographie Chamerot et Renouard, 1898, 436 p.

### Atlas
- André Delebecque, Atlas des lacs français, Paris, Erhard, 1898 (Atlas des lacs français sur Google Livres).

### Cartographies
- 1892 : Lac d'Aiguebelette, bathymétrie, à 1/10 000
- 1892 : Lac d'Annecy, bathymétrie, à 1/20 000
- 1892 : Lac de Paladru, bathymétrie, à 1/10 000
- 1892 : Lac du Bourget, bathymétrie, à 1/20 000
- 1892 : (Lac) Léman, bathymétrie, à 1/50 000
- 1892 : Lacs Nantua, Genin, Sylans, bathymétrie, à 1/10 000
- 1892 : Lacs de St Point, Malpas, Remoray-Brenets, bathymétrie, à 1/10 000
- 1893 : Lacs de Laffrey, de Petit-Chat, et de la Girotte, bathymétrie, à 1/10 000
- 1893 : Principaux lacs du Département du Jura, bathymétrie, à 1/10 000
- 1893 : Principaux lacs du Plateau Central, bathymétrie, à 1/10 000
- 1896 : Lacs de Gérardmer, de Longemer, de Retournemer et des Corbeaux (Vosges), bathymétrie, à 1/10 000